# Trapani Calcio 1996-1997
Questa pagina raccoglie i dati riguardanti il Trapani Calcio nelle competizioni ufficiali della stagione 1996-1997.

## Stagione
Nella stagione 1996-1997 l'Associazione Sportiva Trapani disputò il campionato di Serie C1, raggiungendo il 16º posto, retrocedendo in C2 dopo lo spareggio con la Fermana.

## Divise e sponsor
I colori sociali dell'Associazione Sportiva Trapani sono il granata ed il bianco.
| Casa | Trasferta |

## Rosa[1]
| N. |                   | Ruolo | Calciatore           |
| -- | ----------------- | ----- | -------------------- |
|    | Italia (bandiera) | P     | Giovanni Guaiana     |
|    | Italia (bandiera) | P     | Giorgio Frezzolini   |
|    | Italia (bandiera) | D     | Castrenze Campanella |
|    | Italia (bandiera) | D     | Alessandro Parisi    |
|    | Italia (bandiera) | D     | Pietro Turrà         |
|    | Italia (bandiera) | D     | Simone Airoldi       |
|    | Italia (bandiera) | D     | Luigi Martinelli     |
|    | Italia (bandiera) | D     | Vito Incrivaglia     |
|    | Italia (bandiera) | D     | Andrea Bruniera      |
|    | Italia (bandiera) | D     | Alessandro Fioretti  |
|    | Italia (bandiera) | C     | Cristian Campedelli  |
|    | Italia (bandiera) | C     | Pasquale Catalano    |

| N. |                   | Ruolo | Calciatore          |
| -- | ----------------- | ----- | ------------------- |
|    | Italia (bandiera) | C     | Carmelo Formisano   |
|    | Italia (bandiera) | C     | Angelo Giacalone    |
|    | Italia (bandiera) | C     | Andrea Di Salvatore |
|    | Italia (bandiera) | C     | Gianluca Musumeci   |
|    | Italia (bandiera) | C     | Pietro Rubino       |
|    | Italia (bandiera) | C     | Andrea De Gregorio  |
|    | Italia (bandiera) | C     | Andrea Zanotto      |
|    | Italia (bandiera) | C     | Gianluca Filicetti  |
|    | Italia (bandiera) | C     | Elio Signorelli     |
|    | Italia (bandiera) | A     | Roberto Arco        |
|    | Italia (bandiera) | A     | Alessio Frati       |
|    | Italia (bandiera) | A     | Simone Lucchini     |

## Risultati

### Campionato

#### Girone di andata
| Arbitro: | Mauro Alban |

|                 |           |  |
| Marino 56’, 79’ | Marcatori |  |

| Arbitro: | Parolo Gregoroni |

|                |           |  |
| Frati 40’, 68’ | Marcatori |  |

| Arbitro: | Divino Ferrarini |

|                                   |           |              |
| Rizzolo 13’, 20’ Pompini 70’, 79’ | Marcatori | 70’ Catalano |

| Erice 22 settembre 1996 4ª giornata | Trapani              | 0 – 0 | Juve Stabia | Stadio Polisportivo Provinciale (2.005 spett.)\| Arbitro: \| Alessandro Sciamanna \| |
| Arbitro:                            | Alessandro Sciamanna |       |             |                                                                                      |

| Arbitro: | Duccio Baglioni |

|               |           |  |
| Terrevoli 32’ | Marcatori |  |

| Arbitro: | Luciano Fausti |

|                 |           |            |
| Rubino 13’, 67’ | Marcatori | 48’ Fabris |

| Arbitro: | Andrea Guiducci |

|                        |           |                                       |
| Lucchini 52’ Frati 55’ | Marcatori | 18’ Lucidi 40’ Albanesi 81’ Bonfiglio |

| Arbitro: | Andrea Linfatici |

|                          |           |                                |
| Manari 43’ Campanile 51’ | Marcatori | 28’, 32’ Musumeci 87’ Lucchini |

| Arbitro: | Fabrizio Acronzio |

|  |           |                                       |
|  | Marcatori | 13’ Stellone 81’ Biancone 88’ Martini |

| Arbitro: | Paolo Bertini |

|  |           |            |
|  | Marcatori | 94’ Parisi |

| Erice 24 novembre 1996 11ª giornata | Trapani            | 0 – 0 | Savoia | Stadio Polisportivo Provinciale (2.205 spett.)\| Arbitro: \| Alberto Castellani \| |
| Arbitro:                            | Alberto Castellani |       |        |                                                                                    |

| Arbitro: | Roberto Rosetti |

|               |           |                     |
| De Cresce 48’ | Marcatori | 14’ (rig.) Musumeci |

| Arbitro: | Ugo Pizzini |

|           |           |           |
| Frati 34’ | Marcatori | 75’ Manca |

| Arbitro: | Antonio Pascariello |

|  |           |           |
|  | Marcatori | 79’ Frati |

| Arbitro: | Antonio Cardella |

|  |           |           |
|  | Marcatori | 65’ Frati |

| Arbitro: | Antonio Manari |

|                     |           |  |
| Musumeci 12’ (rig.) | Marcatori |  |

| Arbitro: | Alessandrio Lion |

|                           |           |  |
| Lo Pinto 32’ Bruniera 41’ | Marcatori |  |

#### Girone di ritorno
| Arbitro: | Valdo Maselli |

|  |           |                             |
|  | Marcatori | 28’ Cicconi 87’ Di Venanzio |

| Catania 26 gennaio 1997 19ª giornata | Atletico Catania | 0 – 0 | Trapani | Stadio Angelo Massimino (1.205 spett.)\| Arbitro: \| Duccio Baglioni \| |
| Arbitro:                             | Duccio Baglioni  |       |         |                                                                         |

| Arbitro: | Nicola Ayroldi |

|                |           |           |
| Signorelli 56’ | Marcatori | 14’ Viali |

| Arbitro: | Fabio Borelli |

|  |           |              |
|  | Marcatori | 18’ Musumeci |

| Arbitro: | Divino Ferrarini |

|  |           |           |
|  | Marcatori | 82’ Torre |

| Nocera Inferiore 23 febbraio 1997 23ª giornata | Nocerina  | 1 – 0 | Trapani | Stadio San Francesco d'Assisi (4.000 spett.) |
| \| \| \| \| \| Merolla 46’ \| Marcatori \| \|  |           |       |         |                                              |
|                                                |           |       |         |                                              |
| Merolla 46’                                    | Marcatori |       |         |                                              |

| Arbitro: | Massimo Biasutto |

|              |           |                  |
| Scarafoni 8’ | Marcatori | 41’ Di Salvatore |

| Arbitro: | Stefano Pozzi |

|              |           |                         |
| Lucchini 24’ | Marcatori | 34’ Manari 77’ Micciola |

| Arbitro: | Andrea Guiducci |

|                           |           |              |
| Stellone 66’ Bruniera 80’ | Marcatori | 58’ Musumeci |

| Arbitro: | Patrizio Mariani |

|                     |           |  |
| Signorelli 46’, 66’ | Marcatori |  |

| Arbitro: | Matteo Apricena |

|                            |           |  |
| D'Antimi 20’ Carruezzo 35’ | Marcatori |  |

| Arbitro: | Massimiliano Saccani |

|              |           |  |
| Musumeci 60’ | Marcatori |  |

| Arbitro: | Alessandro Griselli |

|                                      |           |  |
| De Cesare 32’ Bruniera 45’ Manca 76’ | Marcatori |  |

| Erice 27 aprile 1997 31ª giornata | Trapani              | 0 – 0 | Ischia Isolaverde | Stadio Polisportivo Provinciale (2.805 spett.)\| Arbitro: \| Alessandro Mandolito \| |
| Arbitro:                          | Alessandro Mandolito |       |                   |                                                                                      |

| Arbitro: | Giuseppe Urbano |

|  |           |                  |
|  | Marcatori | 44’, 63’ Perrone |

| Arbitro: | Andrea Zaltron |

|                                         |           |              |
| Scarponi 6’, 56’ Biagioni 26’ Lemme 50’ | Marcatori | 48’ Musumeci |

| Arbitro: | Antonio Manari |

|                |           |  |
| Signorelli 47’ | Marcatori |  |

#### Play-out
| Erice 1º giugno 1997 Andata | Trapani | 0 – 0 | Fermana | Stadio Polisportivo Provinciale (1.285 spett.) |

| Fermo 8 giugno 1997 Ritorno                                        | Fermana   | 1 – 1           | Trapani | Stadio Bruno Recchioni (3.800 spett.) |
| \| \| \| \| \| Conca 23’ (rig.) \| Marcatori \| 41’ De Gregorio \| |           |                 |         |                                       |
|                                                                    |           |                 |         |                                       |
| Conca 23’ (rig.)                                                   | Marcatori | 41’ De Gregorio |         |                                       |

## Statistiche

### Statistiche di squadra
|  |     | Classifica Girone B | Pt | G  | V  | N  | P  | GF | GS |
|  | --- | ------------------- | -- | -- | -- | -- | -- | -- | -- |
|  | 15. | Fermana             | 41 | 34 | 9  | 14 | 11 | 30 | 31 |
|  | 16. | Trapani             | 41 | 34 | 11 | 8  | 15 | 26 | 41 |
|  | 17. | Sora                | 38 | 34 | 9  | 11 | 14 | 23 | 36 |